# Schaap en Citroen
Schaap en Citroen is een Nederlandse keten van juwelierszaken. Schaap en Citroen heeft vestigingen in: Amsterdam, Haarlem, Den Bosch, Den Haag, Eindhoven, Groningen, Rotterdam en Utrecht. Schaap en Citroen is sinds 2009 onderdeel van Leon Martens Juweliers uit Maastricht.

## Geschiedenis

### Schaap (1888-1969)
In 1888 opende de joodse Mozes Schaap (1859-1939) een juwelierszaak aan de Steenweg in Utrecht.
Jo Schaap, de oudste zoon van Mozes Schaap, heeft in die periode een juwelierszaak geopend aan het Noordeinde in Den Haag.
Na Mozes Schaaps overlijden in 1939 nam zijn zoon Maurits de zaak in Utrecht over. 
In het begin van de Tweede Wereldoorlog pleegde Jo Schaap zelfmoord en werd de zaak in Den Haag door Wim Hogevorst in leven gehouden omdat Maurits Schaap, die deze zaak over zou nemen, gedurende oorlog naar België was uitgeweken. Maurits Schaap nam het stokje over toen hij na de oorlog naar Nederland terugkeerde.
Samen met zijn vrouw wist hij zijn zaken na de oorlog uit te bouwen. De zaak in Utrecht groeide uit tot een van de meest toonaangevende van Utrecht en omgeving.
Schaap verkocht zijn zaak in 1969 aan juwelier Sander van Gelder uit Venlo.

### Citroen (1827-1971)
De geschiedenis van de juwelierszaken van de Citroen-familie gaat terug naar het begin van de negentiende eeuw, toen ene Barend Roelof Limoenman (1808-1895) zich in 1827 inschreef als ‘werkmeester in kleine goudwerken’ bij het Amsterdamse kantoor van de Waarborg. Omdat zijn familienaam te min geacht werd door zijn aanstaande schoonfamilie veranderde hij het rond 1830 naar Citroen, de naam waarmee de zaken groot zouden worden. Hij zou schuin tegenover het adres van zijn schoonfamilie in de Jodenbreestraat beginnen.
Samen met zijn oudste zoon Roelof (1832-1896) opent Barend in de jaren 1850 een nieuwe winkel aan de Nieuwendijk. Als gevolg van groeiend verschil van inzicht over de bedrijfsvoering verlaat Roelof de zaak, waarna Barend verder gaat met onder meer zijn jongere zoon Joseph Citroen (1834-1907). Door ziekte worden zijn zaken in 1875 ontbonden.

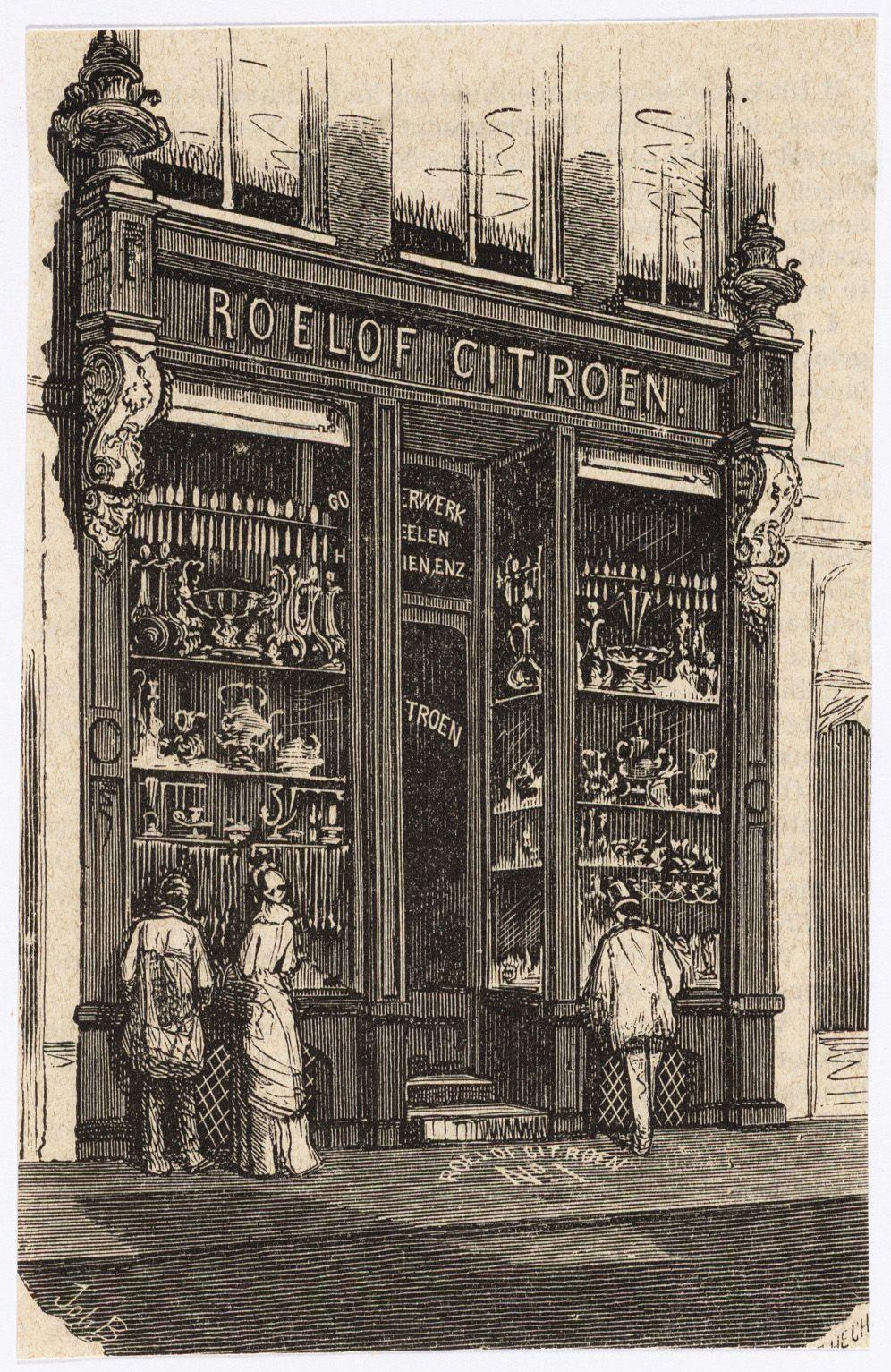
De juwelenzaak van Roelof Citroen, Kalverstraat 1 te Amsterdam.

Roelof is in 1859 een eigen winkel in de Kalverstraat begonnen waar hij ‘goud en zilveren voorwerpen, juwelen en horlogien met guarantie’ verkoopt. Ook zijn zaken komen echter door ziekte en moeilijkheden met de opvolging enige tijd in zwaar weer.  De zaken komen echter weer op de rails wanneer Roelofs zoon Karel Salomo Roelof Citroen (1857-1924) de zaak in de Kalverstraat in 1879 kundig overneemt, en daarbij en passant het imago van de Kalverstraat flink opkrikt.
Karels zoon Abraham Citroen, overigens een neef van kunstenaar Paul Citroen, zou vanaf 1917 de juwelierszaak van de familie bestieren.
Karel zelf begon in 1920 met zijn jongste zoon Siegfried (1897-1951)  in 1920 een nieuw project met de overname van hofjuwelier M.J. Goudsmit aan de Plaats in Den Haag. Hiermee zou de familie definitief twee zaken tegelijkertijd hebben lopen. De firma die nog altijd onder de naam van Roelof Citroen geregistreerd stond, zou in 1927 hofleverancier van zowel Koningin Wilhelmina als Prins Hendrik worden.
Bij het uitbreken van de Tweede Wereldoorlog stelde de bedrijfsleider van Abraham voor om vanwege zijn joodse afkomst naar Engeland te vluchten, maar Abraham wilde de familiezaak in de Kalverstraat niet in de steek laten en bleef erboven wonen. Dit zou hem fataal worden, evenals zijn vrouw en dochter die in augustus 1942 vermoord werden. De zaken werden in maart 1942 op last van de Duitse bezetter overgenomen door een Verwalter, een Duitse zaakwaarnemer.
De zoon van Abraham, Karel Citroen, was representant van de vijfde generatie van de juwelierszaken van familie Citroen, en het enige gezinslid dat de oorlog overleefde. Hij kwam na de oorlog terug naar Amsterdam, waar hij, met de winkelvoorraad die in Duitsland was teruggevonden, het familiebedrijf weer opbouwde en voortzette. Tegen die tijd waren overigens de zakelijke relaties met de juwelenzaak van zijn oom Siegfried in Den Haag verbroken.
In 1971 werden beide juwelierszaken van Citroen overgenomen door Schaap & van Gelder.

### Schaap, Citroen en Van Gelder (1971-1976)
Met de overname van de twee zaken van de  Citroen familie (Amsterdam en Den Haag) in 1971 was het juweliershuis Schaap, Citroen en Van Gelder een feit. In de jaren die volgden groeide het bedrijf verder uit.
In 1976 werd Schaap, Citroen en Van Gelder verkocht aan de verzekeringsmaatschappij AMEV.

### Schaap en Citroen (1976-heden)
AMEV zette het juweliersbedrijf voort onder de naam Schaap en Citroen en breidde het uit door overname van de winkels van Begeer Van Kempen en Vos. In de tachtiger jaren veranderde het concern weer van eigenaar om in 1992 als zelfstandig opererende organisatie deel uit te maken van Maxeda, dat het bedrijf op haar beurt in december 2009 weer doorverkocht aan Leon Martens Juweliers.